# Ту-330
Ту-330 — проект среднего транспортного самолёта рампового типа разработки АНТК им. Туполева (сегодня — ПАО «Туполев»), является развитием самолётов семейства Ту-204.

## Разработка
Реализация проекта Ту-330 велась КБ им. Туполева с начала 1990-х годов. 
К началу 2000-х были частично выполнены и переданы в опытное производство материалы рабочего проекта. Организация производства самолёта предполагалась на Казанском авиастроительном заводе (сегодня — производственный филиал ПАО «Туполев»).
Проект Ту-330 в нише средних транспортных самолётов конкурировал с проектом советской разработки киевского КБ имени Антонова Ан-70 и проектом разработки московского КБ имени Ильюшина Ил-214/МТС (ныне Ил-276). В силу сложного экономического положения российской авиастроительной отрасли и проигрыша в лоббистской борьбе за ограниченные финансовые ресурсы, работы по Ту-330 на рубеже 1990-х — 2000-х годов были остановлены.
В августе 2019 года источник в авиастроительной отрасли сообщил, что проект Ту-330 участвует в конкурсе по созданию среднего военно-транспортного самолёта на замену Ан-12.

## Конструкция самолёта
Самолёт Ту-330 спроектирован по схеме высокоплана, со стреловидным крылом. Крыло и хвостовое оперение конструктивно унифицированы с базовым Ту-204. Для Ту-330 спроектирован новый фюзеляж, с герметичной грузовой кабиной. Грузовой люк с погрузочными устройствами находится в хвостовой части фюзеляжа.
Силовая установка самолёта состоит из двух реактивных двигателей, расположенных на пилонах под крылом. Проект предусматривает установку двигателей разного типа — турбореактивных ПС-90А и винтовентиляторного НК-93. Также предполагалась возможность использования турбореактивных двигателей иностранного производства.

## Технические характеристики
В таблице ниже приведены основные проектные характеристики для базовой модификации Ту-330 грузового типа для гражданского флота.
|                                | с двигателями ПС-90А | с двигателями НК-93 |
| ------------------------------ | -------------------- | ------------------- |
| Максимальный взлётный вес      | 102,5 т              | 112 т               |
| Размах крыла м.                | 43,50 м.             | 43,50 м.            |
| Длина самолета м.              | 42 м.                | 42 м.               |
| Площадь крыла м2.              | 177,80 м2.           | 177,80 м2.          |
| Максимальная полезная нагрузка | до 35 т              | до 35 т             |
| Вес снаряжённого самолёта      | 57 т                 | 62 т                |
| Тяга двигателей                | 2×16 000 л. с.       | 2×20 000 л. с.      |
| Дальность полёта               |                      |                     |
| - с нагрузкой 20 т             | 5700 км              | 7000 км             |
| - с нагрузкой 30 т             | 3000 км              | 4200 км             |
| Крейсерская скорость           | 800-850 км/ч         | 800-830 км/ч        |
| Практический потолок           | 11 000 м             | 11 000 м            |
| Экипаж                         | 3 человека           | 3 человека          |

Помимо базового Ту-330, предполагалась реализация самолёта в виде ряда модификаций специального, как гражданского, так и военного назначения:
- Ту-330ВТ — базовый грузовой самолёт с комплексом связи ВВС и оборудованием для погрузки и выгрузки стандартной гусеничной и колёсной боевой техники;
- Ту-330ТЗ — самолёт-топливозаправщик;
- Ту-330Р — самолёт-ретранслятор;
- Ту-330СЭ — санитарно-эвакуационный самолёт;
- Ту-330ПС — поисково-спасательный самолёт.